# Beer pong
Beer pong, hay còn được gọi là Beirut, là một trò chơi uống rượu mà hai đội tham gia sẽ ném bóng bàn từ phía bên này của bàn sang phía bên kia sao cho quả bóng bàn rơi trúng vào một trong những cốc bia đã được xếp sẵn. Trò chơi này thường gồm hai đội đấu nhau, mỗi đội có từ một người trở lên với từ 6 hoặc 10 cốc bia xếp thành hình tam giác mỗi bên. Lần lượt từng đội sẽ ném bóng bàn vào cốc phía đối phương. Nếu bóng rơi trúng cốc nào thì đội sở hữu cốc đó phải uống cạn. Đội nào hết cốc trước đội đó thua.

## Địa điểm
Beer pong thường được chơi ở các bữa tiệc, quán bar, các trường đại học và một số địa điểm khác như tiệc cửa sau xe ở các sự kiện thể thao.

## Nguồn gốc

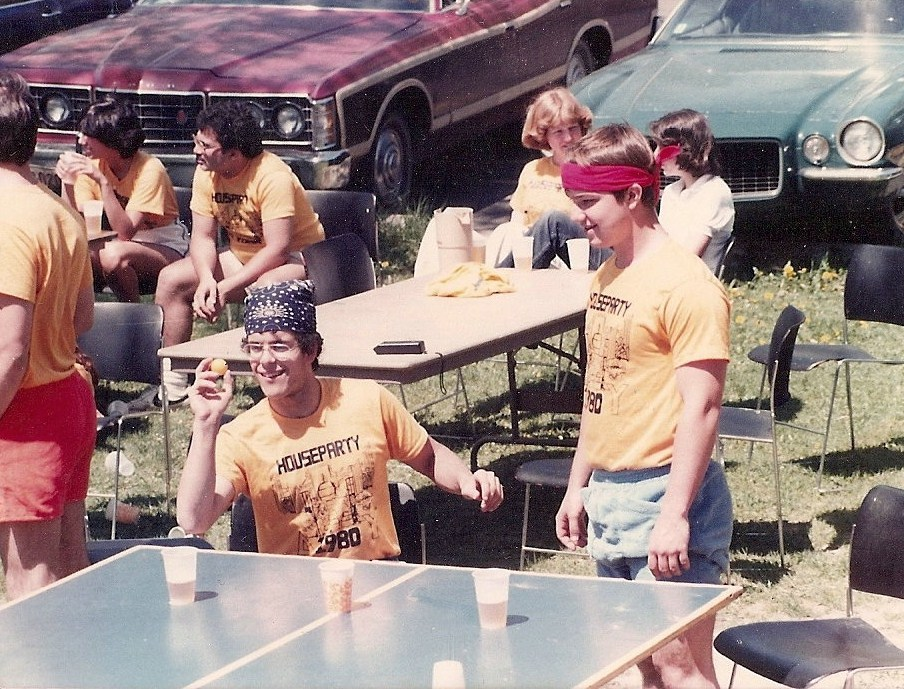
Các thành viên của Delta Upsilon chơi Throw Pong tại Đại học Bucknell trong những ngày cuối tuần Tiệc Tại Gia năm 1980

## Chuẩn bị

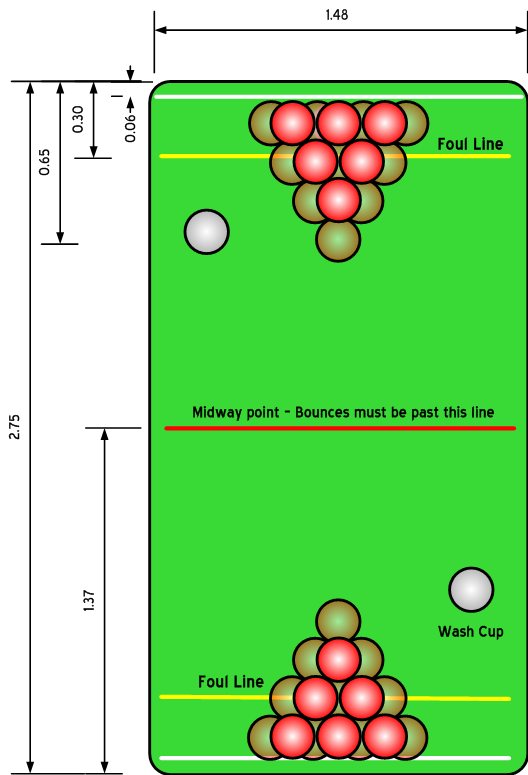
Cách xếp cốc chuẩn của trò Beer Pong.

### Dụng cụ

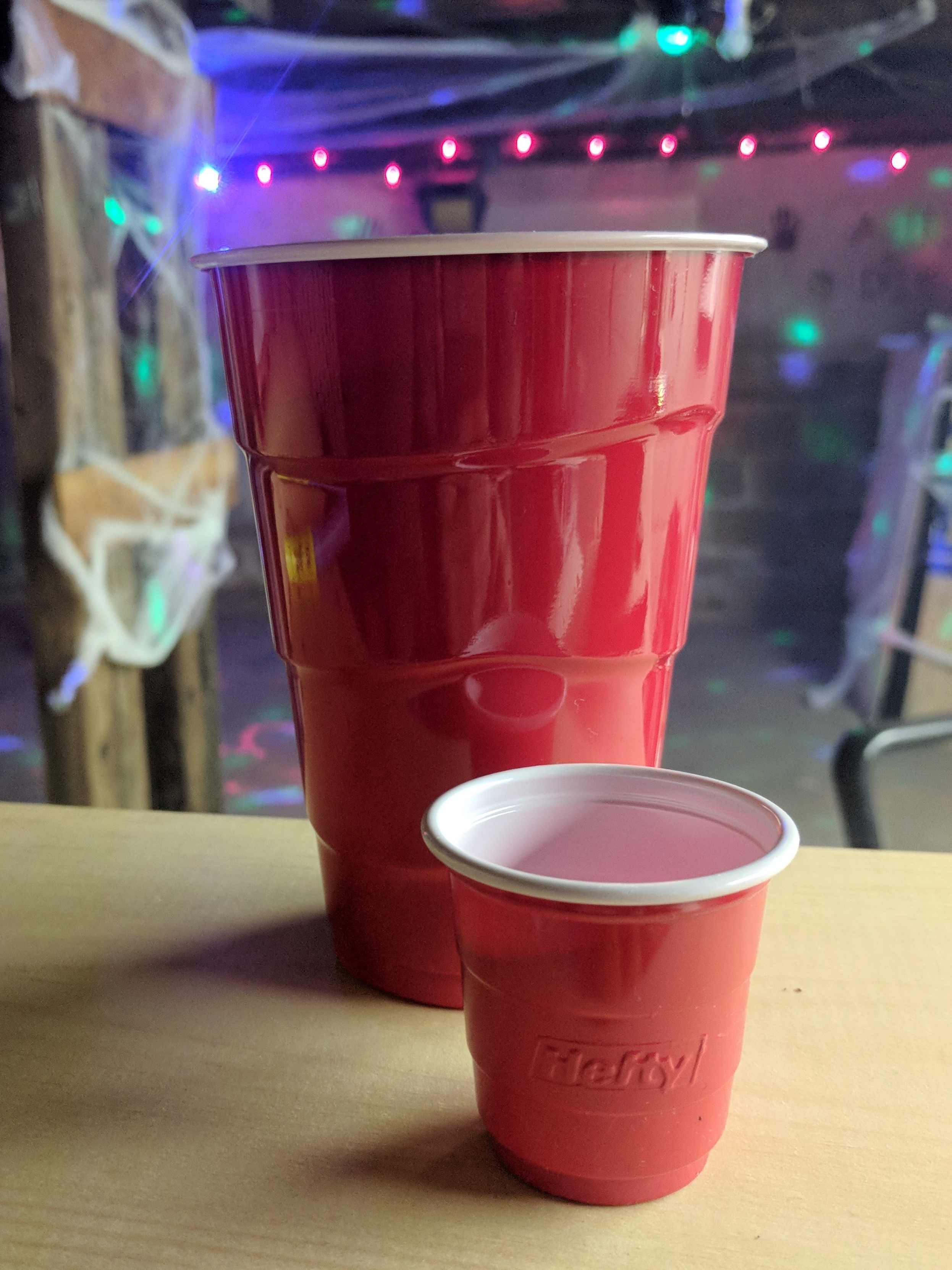
Những chiếc cốc nhựa màu đỏ thường gắn liền với các trò chơi uống rượu